# Prangos equisetoides
Prangos equisetoides är en flockblommig växtart som beskrevs av Kuzmina. Prangos equisetoides ingår i släktet Prangos och familjen flockblommiga växter. Inga underarter finns listade i Catalogue of Life.